# 尼克·法泽卡斯
尼克·法泽卡斯（英語：Nick Fazekas，1985年6月17日—），生于科罗拉多州阿瓦达，現役美国职业篮球运动员，司职大前锋和小前锋及中鋒。

## 球員生涯

### 早年
法泽卡斯进入 阿瓦达的拉尔斯通谷高中，在2002-03赛季成为了全州的科罗拉多篮球先生，并且两次取得4A球员评定。在高年级是他带领球员以25胜2负的成绩夺得洲冠军头衔，在之前的一年球队在常规赛取得不败的成绩但是在半决赛上失利。在高中时期他身披22号球衣，这一号码也伴随他到了大学中。

### 大学时期

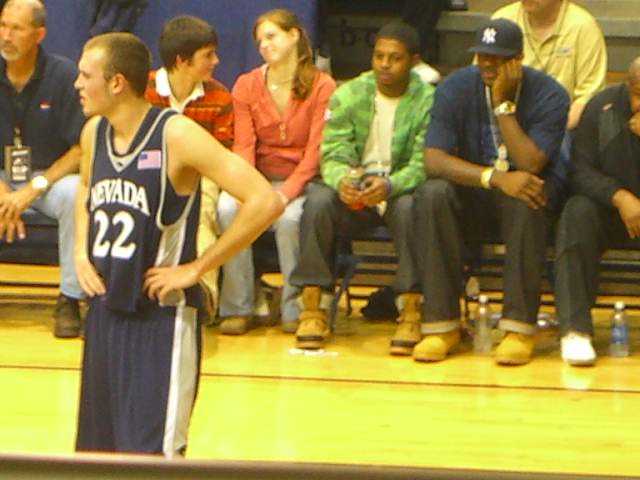
法泽卡斯的一场大学篮球赛事，克利夫兰骑士球星勒布朗·詹姆斯在一旁观看 (图片中戴纽约洋基帽子的人)。

2003-04赛季，费泽克斯进入了内华达大学里诺校区，司职球队中的得分后卫。法泽卡斯领衔球队连续四年打入了NCAA锦标赛，在他被学校录取的时候，还是一年级新秀的他帮助球队晋级了锦标赛的16强(Sweet 16)。在2006年11月18日他成为了学校空前的射手王，他的总得分超过了1979年埃德加·琼斯在101场比赛中创下的1,877分原纪录。在2005-06赛季，他也刷新了由琼斯保持的单赛季得分纪录。费泽克斯也取得了西部运动联盟(WAC)2006-07赛季最佳球员的称号。他在大学中所取得成绩完全可以和犹他大学出身的基斯·范霍恩所媲美(1995-97)。

### NBA生涯
法泽卡斯原打算参加2006年NBA选秀，但是他未能雇佣上一个经纪人，最终他还是决定多参加一年的大学篮球赛事。在随后一年的2007年NBA选秀中，他在第二轮第34顺位被达拉斯小牛队所摘得，被许多专家称之为“史上最令人看不懂的选秀”(The deepest draft in history)。

## 國際賽事
尼克·法泽卡斯於2018年4月時歸化為日本國籍並在7月的2019年世界盃籃球賽亞太區資格賽第五窗口獲選為日本男籃。法泽卡斯首場正式國際賽便是面對擁有NBA球員的澳洲男籃，然而費澤克斯攻下25分幫助日本男籃以79－78爆冷贏得比賽。而資格賽第一輪的最後一場比賽則攻下32分、抓下11籃板，令日本男籃以108－68擊敗中華男籃，使得日本男籃的積分超越中華男籃得以晉級第二輪。
法泽卡斯因左腳傷勢而缺席了8月的2018年亞洲運動會及9月2019年世界盃籃球賽亞太區資格賽第二輪日本男籃與哈薩克男籃的比賽。

## 家庭
尼克·法泽卡斯的爷爷，阿尔伯特·法泽卡斯曾参与1956年匈牙利十月事件，后带着家眷离开匈牙利移民去了美国。定居美国后家里又新生了两个孩子，其中一位乔·费泽克斯就是尼克的父亲。乔有着208公分的身高，曾经短暂的在阿根廷参加过职业篮球赛，随后在美国学院篮球的怀俄明大学和爱达荷大学打过球。

## 所获奖项
- 科罗拉多篮球先生 (2002-03)
- 3次西部运动联盟（英语：Western Athletic Conference）最佳球员(2004-05, 2005-06, 2006-07)
- 伍德奖 提名 (2005-06, 2006-07)
- 美联社 全美最佳第三阵容 (2005-06)
- 美联社 全美最佳第二阵容 (2006-07)
- ESPN 全美最佳第一阵容  (2006-07)
- 约瑟夫·科尔尼奖 (2006)